# Dubrowo (rejon pskowski)
Dubrowo (ros. Дуброво) – wieś (dieriewnia) w Rosji, w obwodzie pskowskim, w rejonie pskowskim. W 2021 liczyła 652 mieszkańców.